# Paracymoriza distinctalis
Paracymoriza distinctalis là một loài bướm đêm trong họ Crambidae.